# Chahbanou

Armes impériales de la chahbanou.

Chahbanou ou šahbānu (en persan : شهبانو, Shahbānou) littéralement la « dame du roi », est le titre désignant la reine d'Iran. Il est plus spécifiquement utilisé pour Farah Diba, l'épouse de Mohammad Reza Shah Pahlavi, le dernier roi d'Iran. On le distingue de chahmâm (شه مام، شهمام) terme qui sert à désigner l'impératrice mère.
Avant l'avènement de la dynastie Pahlavi, en 1925, les épouses des shahs n'avaient que peu d'importance. Reza Chah, après son accession au pouvoir puis au trône de Paon le 12 décembre 1925, décida d’occidentaliser grandement la société, et accorda une place importante à sa deuxième femme, Tadj ol-Molouk, qui porta le titre officiel de malekeh, qui signifie reine. Au changement de titre du pays (en 1935), elle passa de reine de Perse à reine d'Iran. 
Farah Pahlavi, dernière consort iranienne, reçut le titre inédit de chahbanou lors de son couronnement le 26 octobre 1967. L'année précédente (1966), elle avait reçu un statut spécial tout aussi inédit, qui lui permettait d'exercer la régence dans le cas où son mari venait à mourir, jusqu'à ce que le prince héritier atteigne l'âge de régner.

## Listes des reines et chahbanou d'Iran

### Reine consort de Perse (1925-1935)
- Tadj ol-Molouk Ayromlou (15 décembre 1925 - 21 mars 1935)

### Reine consort d'Iran (1935-1967)
- Tadj ol-Molouk Ayromlou (21 mars 1935 - 16 septembre 1941)
- Faouzia Fouad (16 septembre 1941 - 17 novembre 1948)
- Soraya Esfandiari Bakhtiari (12 février 1951 - 16 avril 1958)
- Farah Diba (21 décembre 1959 - 26 octobre 1967)

### Chahbanou d'Iran (1967-1979)
- Farah Diba (26 octobre 1967 - 11 février 1979)

Abolition de la monarchie